# 偉大な遺産
『偉大な遺産』(いだいないさん、위대한 유산)は2006年5月3日～2006年6月29日まで韓国のKBS2で毎週水曜・木曜、午後9時55分に放送されたテレビドラマ。全17話。

## あらすじ
夢も希望もない日々を送っていたヤクザのヒョンセは、急死した母が遺産として残した幼稚園を任されることになってしまう。その遺産の土地はボスが狙っていた土地だったため、遺言どおりに100日間幼稚園で働いた後に土地を売ってしまおうと思っていたが・・・

## 登場人物
カン・ヒョンセ - キム・ジェウォン
幼稚園の相続人、ヤクザの幹部。父が家を出ていく前に撫でられたため、それ以来誰かに頭を撫でられるのが嫌い。女性を本気で愛した事がない。ミレに会う前までは。幼稚園を売ってしまおうと思っていたが、園児たちと過ごしているうちに次第に園児やミレのためにも幼稚園を守ろうとする。
ユ・ミレ - ハン・ジミン
幼少時代に親と死に別れし、園長と同じ家で過ごすようになる。園長を母のように慕っていた。最後まで諦めない明るい性格。ヒョンセから幼稚園を守ろうとするが、次第に惹かれていくが突然現れた元恋人のシワンのせいで混乱する。
チェ・シワン - キム・ジフン
ミレの元恋人、NK建設企画室長。ミレに内緒で留学していたが帰国。ミレともう一度やり直そうとするがヒョンセの存在が邪魔なのと、幼稚園の土地を狙ってソ・ドンパと手を組み、色々と仕掛けてくる。
コ・アラ - イ・ミスク
マル幼稚園の副園長。幼稚園をヒョンセから守ろうとする。
ソ・ドンパ - ソン・ビョンホ
ヒョンセのボス、アラに好意を抱いている。幼稚園の土地を狙っている。
マ・スボン - チョン・テウ
ヒョンセの弟分、幼稚園の送迎バス運転手。
チャン・マノ - チャン・ヒョンソン
マル幼稚園の栄養士兼雑用係。アラに好意を抱いている。
チョン・イルト - ピョン・ヒボン
NK建設社長、ヒョンセの実の父。
チョン・サンシク - ファン・ソッキュ
ソ・ドンパの秘書。
ファン・スンヒョン - キム・ミンギ
マル幼稚園の園児、あだ名は「優等生」。
チン・キョンホ - シン・ドンウ
マル幼稚園の園児、あだ名は「豆粒」、母子家庭。
ハン・イェソ - ユ・ヨンミ
マル幼稚園の園児、あだ名は「お姫様」。
ク・トンジュ - チン・ジヒ
マル幼稚園の園児、あだ名は「極道の妻」、父子家庭。
チン・ユジョン - ハ・ジュヒ
キョンホの母、ヒョンセの初恋の相手。
カン・ヨンオク - パク・チュア
ヒョンセの亡き母、幼稚園の園長だった。

## CD･DVD

### CD
- 偉大な遺産O.S.T.(2006/05/18発売)

1. マニマニソング - 木の自転車
2. Beautiful day - ジョン・テウ
3. 僕の心にじゅうたんを敷いて - 木の自転車
4. 僕の愛は - ブファル
5. 回想 - キム・ドンウク
6. あなたは - Loveholic(カン・ヒョンミン)
7. 恋歌 hip hop ver. - Mic pink(ソン・ボラム)
8. また昇る太陽 - ヨン・ギュソン
9. わんぱく - 木の自転車、チュンアム小学校重唱
10. 私の愛はとても苦しくて - Mic pink(パク・シネ)
11. 恋歌 Ballad ver. - Mic pink(パク・シネ)
12. Beautiful day - french jazz ver-
13. Beautiful day - love theme -
14. Beautiful day - happy hour -
15. 組織暴力団 theme
16. Main theme (喜び) marching band ver.
17. Main theme - jazz ver -
18. Main theme - cute ver -
19. Main theme - piano ver -

### DVD
- 偉大な遺産 DVD-BOX(2006/12/22発売)

日本語字幕あり。一部差し替えあり。販売元はジェネオン エンタテインメント。